# Danae Dörken

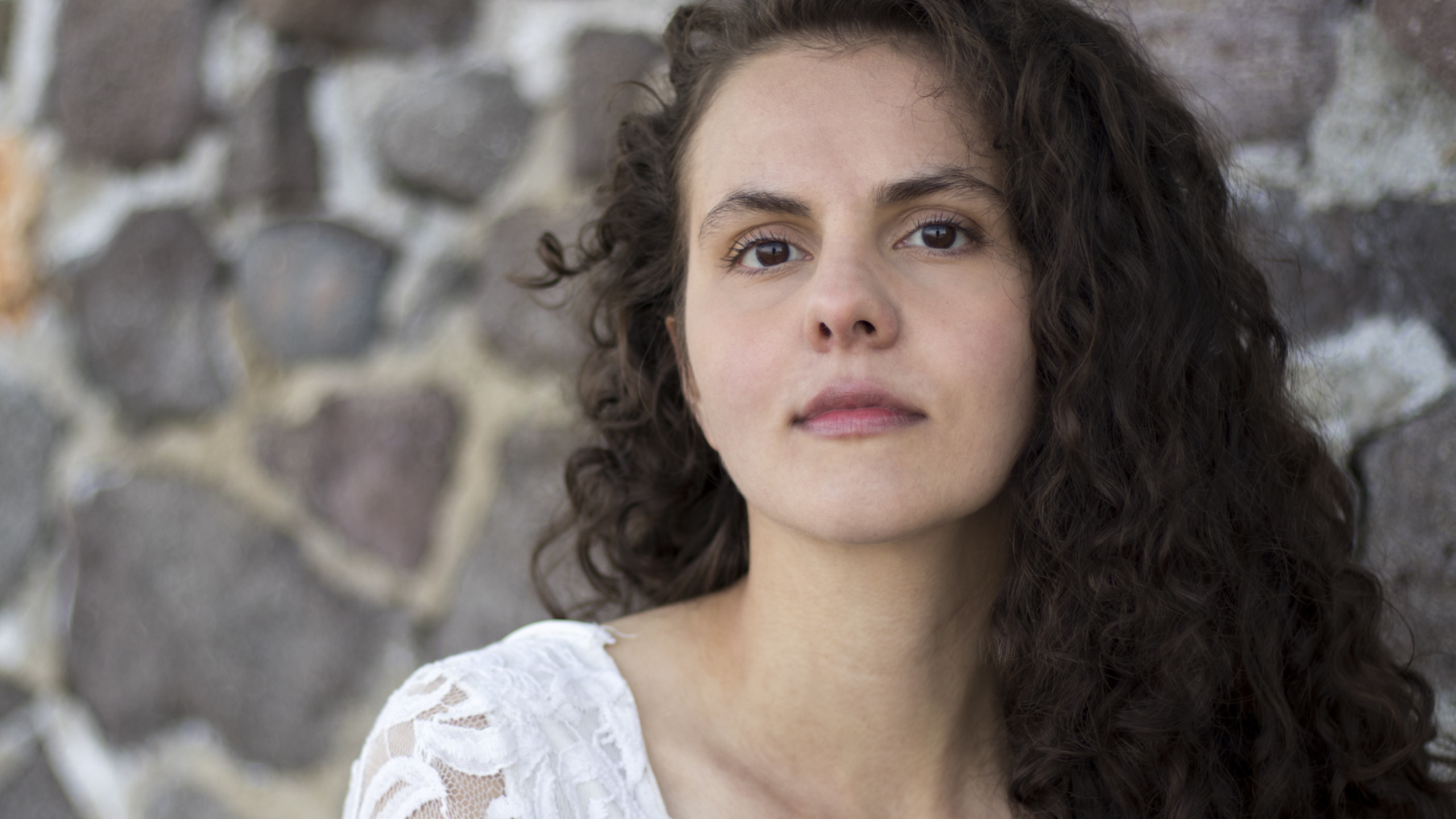
Danae Dörken (2019)

Danae Dörken (* 12. August 1991 in Wuppertal) ist eine deutsch-griechische Pianistin.

## Leben und Wirken
Danae Dörken erlernte mit fünf Jahren in Düsseldorf das Klavierspiel bei Marina Kheifets an der Musikschule Subito. 2002 absolvierte sie einen Meisterkurs bei Karl-Heinz Kämmerling, der sie später in seiner Meisterklasse an der Musikhochschule Hannover unterrichtete, wo sie ab 2012 bei Lars Vogt studierte. Sie erhielt zahlreiche Stipendien, z. B. von der GEDOK, der Enno und Christa Springmann-Stiftung und der Deutschen Stiftung Musikleben und ist Preisträgerin von nationalen und internationalen Wettbewerben.
Dörken konzertiert in zahlreichen europäischen Ländern sowie in den USA und in China als Solistin, mit bekannten Orchestern und als Kammermusikerin. Sie trat dabei in bedeutenden Konzertsälen auf wie dem Konzerthaus Berlin, der Alten Oper Frankfurt, der Kölner Philharmonie, der Philharmonie Essen, der Laeiszhalle Hamburg, der Tonhalle Düsseldorf, dem Sendesaal Bremen und dem Beethoven-Haus Bonn. Sie war zu Gast bei Musik-Festivals wie den Schwetzinger Festspielen, dem Schleswig-Holstein Musikfestival, dem Kissinger Sommer, den Festspielen Mecklenburg-Vorpommern, dem Rheingau Musik Festival und den Bendestorfer Klaviertagen. Sie gastierte außerdem beim Las Vegas Philharmonic Orchestra und beim Edmonton Symphonic Orchestra, und trat 2020 in Tokyo und Osaka sowie in der Wigmore Hall (London) auf.
Danae Dörken spielt häufig zusammen mit ihrer jüngeren Schwester, der Pianistin Kiveli Dörken, mit der sie 2015 das Molyvos International Music Festival (MIMF) auf der Insel Lesbos gründete, das seither unter beider Leitung alljährlich stattfindet. Weitere Kammermusik-Partner waren unter anderem Alban Gerhardt, Lars Vogt, Gustav Rivinius, Katia und Marielle Labèque, Christiane Oelze, Carolin Widmann und das Szymanowski Quartett.
Ton- und Filmaufnahmen erfolgten unter anderem für die Sender SWR2, NDR Kultur, WDR3, Arte, 3sat und BR. Im Januar 2023 moderierte sie im Deutschlandfunk die Sendung Klassik-Pop-et cetera.
Der griechische Komponist Dimitri Terzakis widmete ihr das Klavierwerk „Idylle im Hades“, das Danae Dörken im Konzerthaus Berlin uraufführte.
Dörken hat zwei Söhne und lebt mit ihrer Familie in Königs Wusterhausen bei Berlin.

## Diskografie
- Leoš Janáček. Piano works. Ars Produktion, 2012.
- Internationale Musikakademie im Fürstentum Liechtenstein. Vol. 1. Mit Studenten der Internationalen Musikakademie im Fürstentum Liechtenstein. Ars Produktion, 2013.[17]
- Fantasy. Werke von Franz Schubert, C. P. E. Bach und Robert Schumann. Ars Produktion, 2014.
- Violin-Sonaten. Werke von George Enescu, Antonín Dvořák, Robert Schumann. Mit Caroline Goulding, Violine. Ars Produktion, 2015.[18]
- Concertos. Klavierkonzerte von Mendelssohn und Mozart. Mit der Royal Northern Sinfonia und Lars Vogt. Ars Produktion Schumacher, Ratingen 2016, DNB 1099923727.
- East and West. Werke von Manolis Kalomiris, Béla Bartók, Frédéric Chopin u. a. Ars Produktion, Ratingen 2019, DNB 1189067978.
- Zwischen Nostalgie und Revolution – Werke für Celllo & Klavier mit Benedict Kloeckner, Cello. Genuin, Leipzig 2019, DNB 1189864533.
- Chanson Boheme. Mit Adrien La Marca, La Dolce V. Harmonia Mundi, 2021.
- Odyssee. Berlin Classics, 2022. Kombiniert Werke des Pianisten Fazıl Say mit Bearbeitungen von Werken Claude Debussys und Charles Gounods.